# 羽前豐里站
羽前豐里站（日语：／ Uzen-Toyosato eki */?）是位於山形縣最上郡鮭川村大字石名坂65番，東日本旅客鐵道（JR東日本）的奧羽本線車站。

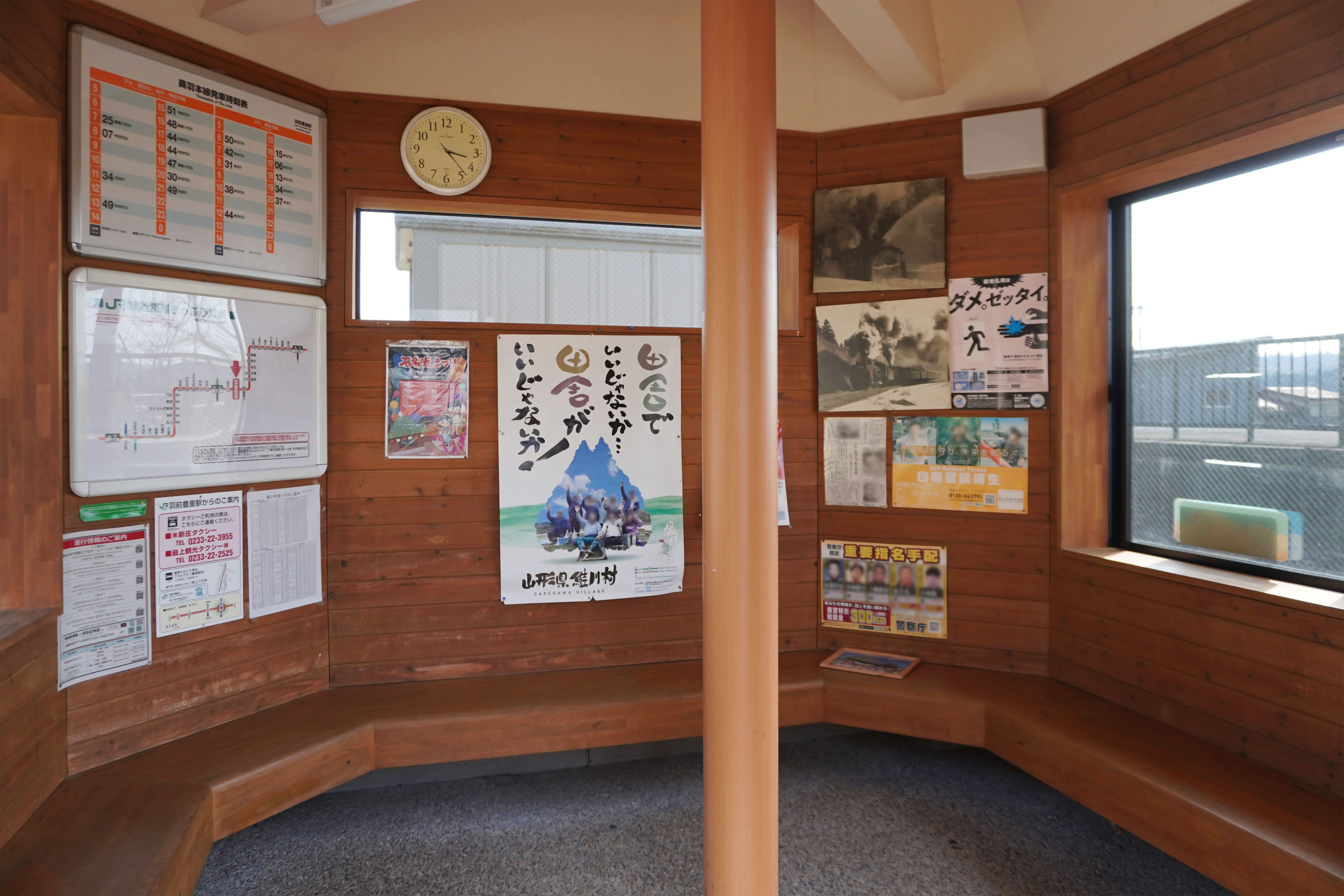
候車室内（2024年4月）

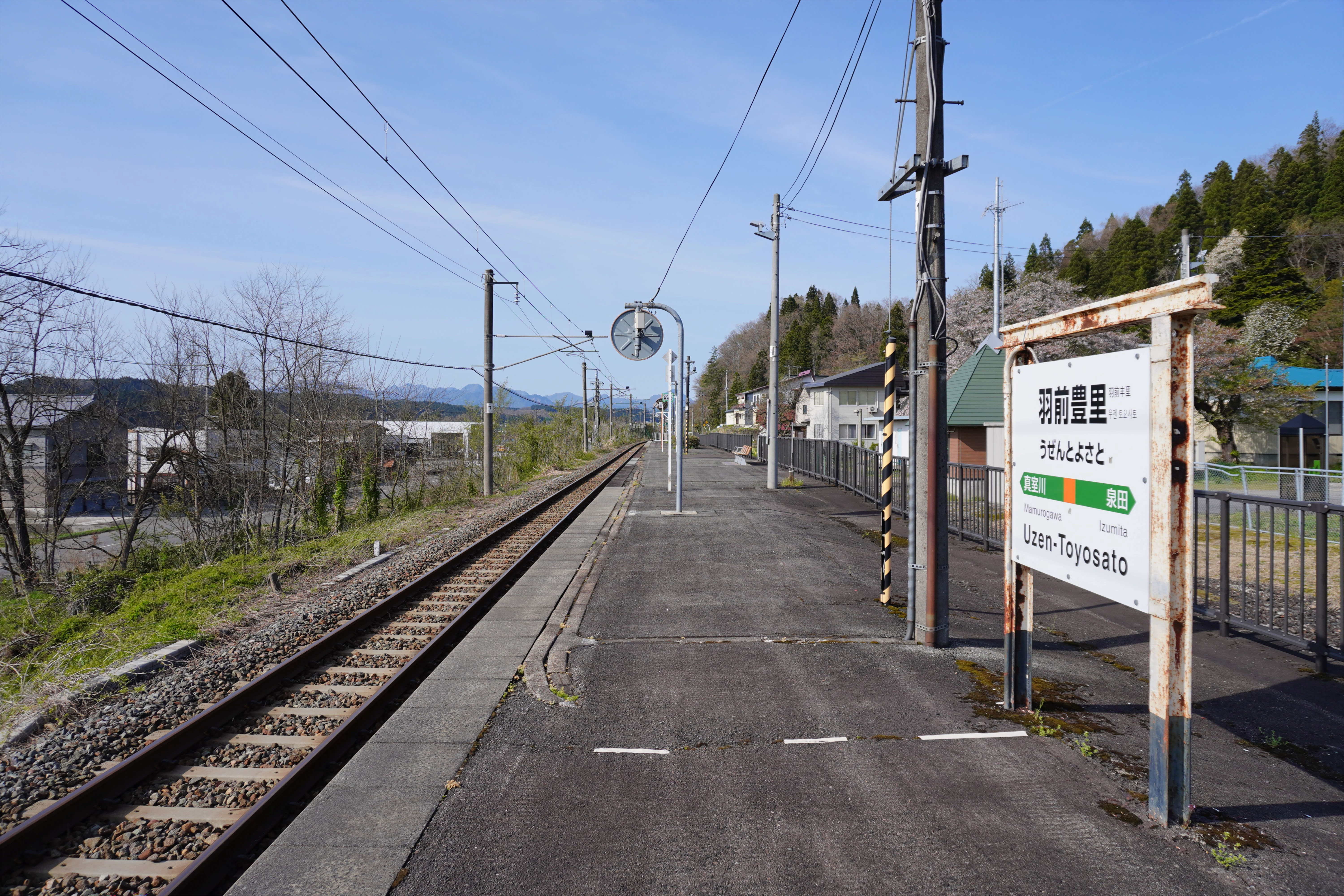
月台（2024年4月）

## 歷史
- 1921年（大正10年）12月15日：車站啟用。
- 1970年（昭和45年）10月1日：成為簡易委託車站。
- 1987年（昭和62年）4月1日：伴隨國鐵分割民營化，車站由東日本旅客鐵道（JR東日本）營運。
- 2007年（平成19年）4月1日：成為無人車站。
- 2009年（平成21年）4月1日：隨著車站大樓老化，新車站大樓啟用並開始使用。

## 車站構造
車站是一座地面車站，設有1面1線的單式月台。此站曾經設有1面2線的島式月台，靠近車站大樓的路軌已經撒走，形成現時的1面1線。車站大樓與月台之間設有斜道連接。
此站是由新庄站管理的無人車站。車站啟用當初設有一座木造的車站大樓。在2009年新車站大樓開始使用。

## 使用狀況
在2006年度，1日平均乘車人次為59人。
| 乘車人次變化 | 乘車人次變化 |
| 年度         | 1日平均人次  |
| ------------ | ------------ |
| 2000         | 77           |
| 2001         | 79           |
| 2002         | 71           |
| 2003         | 68           |
| 2004         | 65           |
| 2005         | 57           |
| 2006         | 59           |

## 車站周邊
- 鮭川

## 巴士路線
最近此站的巴士站是位於站前的豐里站前巴士站。鮭川村營巴士設有路線停靠該巴士站。

## 相鄰車站
東日本旅客鐵道（JR東日本）
■奧羽本線
泉田－羽前豐里－真室川

## 注腳
1. ↑  『山形県の鉄道輸送』平成26年度版 - 山形県 （页面存档备份，存于）（日語）

## 外部連結
- 車站資訊（羽前豐里）：東日本旅客鐵道（日語）